# Chatarsal, Chincholi
Chatarsal là một làng thuộc tehsil Chincholi, huyện Gulbarga, bang Karnataka, Ấn Độ.